# 梳齿龙属
梳齿龙属（学名：Pectinodon）是一种生活在白垩纪末期的伤齿龙科虚骨龙类。梳齿龙属属下有一个已确认的物种贝氏梳齿龙（Pectinodon bakkeri ），不过也有说法认为该物种应属于伤齿龙属并应命名为贝氏伤齿龙（Troodon bakkeri）。贝氏梳齿龙1982年由美国学者肯尼斯·卡彭特在一些于怀俄明州发现的化石基础上命名，属名梳齿龙属中的“Pecti”源自拉丁语单词“pecten”，意为梳子；“odon”源自希腊语单词“ὀδών”，意为牙齿。贝氏梳齿龙的模式标本UCM 38445是一颗6毫米长的牙齿化石，另有其他一些牙齿、前齿骨，以及颅骨的下半部分的化石等副模标本。1985年曾有学者提出另一梳齿龙属下的物种P. asiamericanus，但目前一般认为该物种是无效种属。

## 大眾文化
梳齒龍出現在《史前地球》第二季的最後一集中。